# Bijago
El bijago o bidyogo és una llengua del grup de les llengües atlàntiques parlada a pels bijagos l'arxipèlag dels Bijagós de Guinea Bissau. Hi ha algunes dificultats de gramàtica i intel·ligibilitat entre dialectes amb el dialecte Kamona, que és inintel·ligible per als altres.

## Dialectes
Els dialectes del bijago són els següents:
- Anhaki a l'illa Canhabaque (Roxa)
- Kagbaaga a l'illa de Bubaque
- Kajoko a les illes Orango i Uno Islands.
- Kamona al nord de l'illa Caravela i Carache

## Característiques
El dialecte kajoko és un dels pocs al món que utilitza en el seu sistema de so bàsic una consonant linguolabial i l'oclusiva sorda [d̼] (Olson et al. 2009).

## Classificació
El bijago és força divergent. Sapir (1971) el va classificar com a llengua aïllada en la família de les llengües atlàntiques. Tanmateix, Segerer va mostrar que això es deu principalment als canvis de so no reconeguts, i que el bijago és, de fet, proper a les llengües bak. Per exemple, els cognats següents en bijago i Joola Kasa (una llengua bak) són completament normals, però no havien estat identificats prèviament (Segerer 2010):
| Glossa | Bijago | Joola Kasa |
| ------ | ------ | ---------- |
| Cap    | bu     | fu-kow     |
| ull    | nɛ     | ji-cil     |